# Draženov
Draženov (en allemand : Trasenau) est une commune du district de Domažlice, dans la région de Plzeň, en République tchèque. Sa population s'élevait à 425 habitants en 2021.

## Géographie
Draženov se trouve à 5 km à l'ouest-nord-ouest de Domažlice, à 48 km au sud-ouest de Plzeň et à 132 km au sud-ouest de Prague.
La commune est limitée par Ždánov au nord, par Luženičky à l'est, par Újezd au sud, et par Trhanov et Klenčí pod Čerchovem à l'ouest.

## Histoire
La première mention écrite de la localité date de 1325.

## Galerie

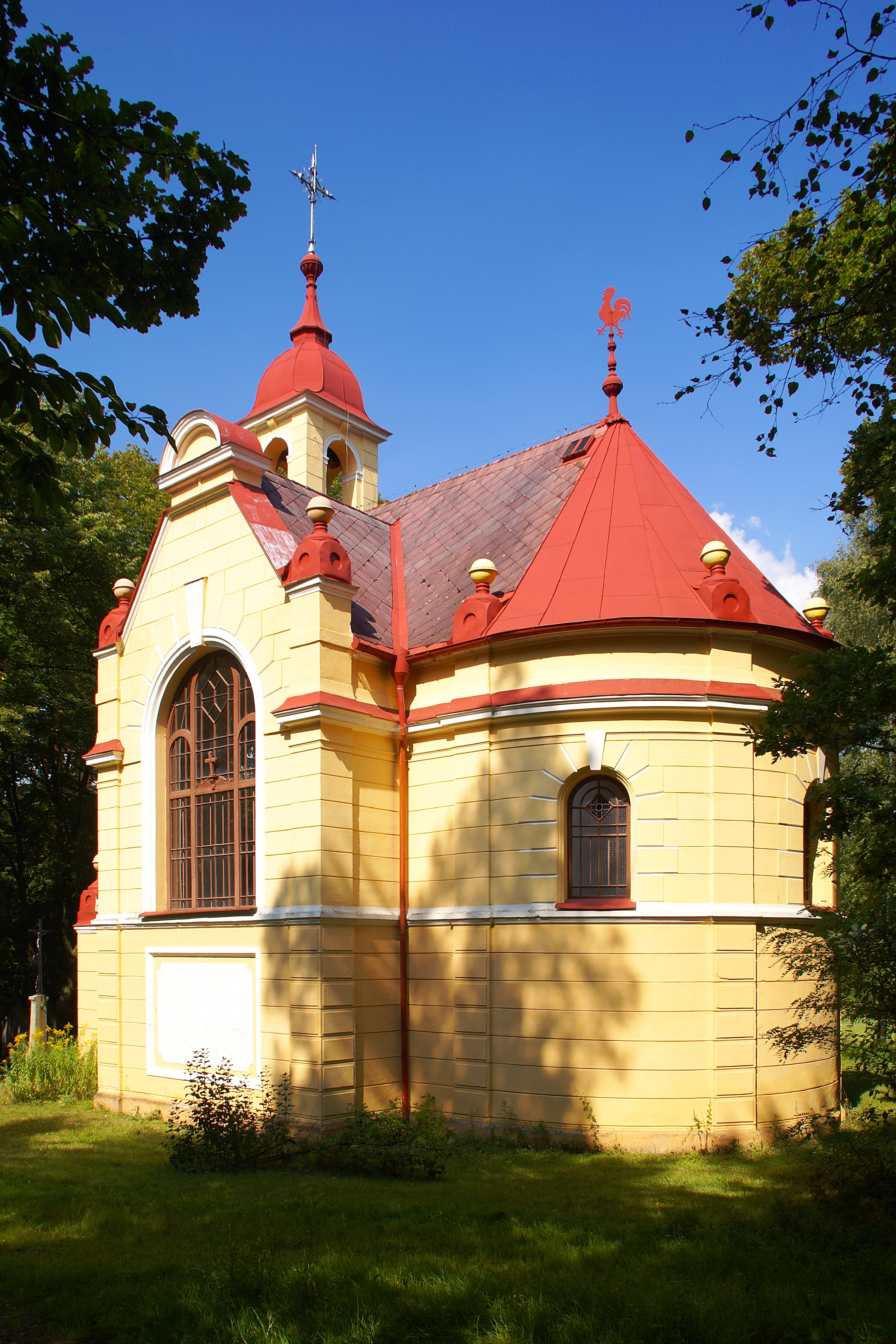
Chapelle Notre Dame des Douleurs.
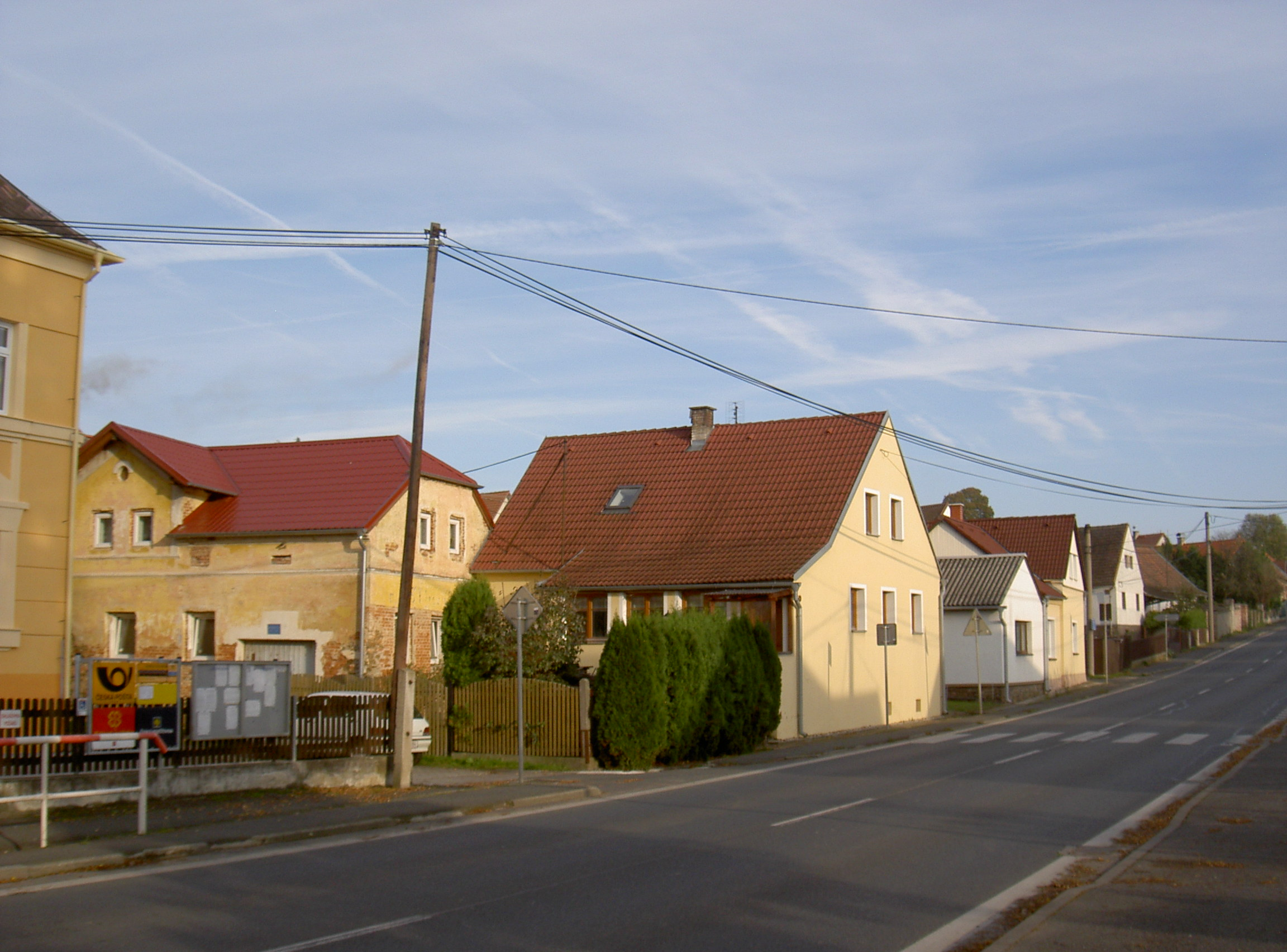
Draženov : rue principale.

## Transports
Par la route, Draženov se trouve à 5 km de Domažlice, à 54 km de Plzeň et à 147 km de Prague.